# Transilvanian Hunger (Lied)
Transilvanian Hunger ist ein Lied der norwegischen Metal-Band Darkthrone. Es erschien 1994 auf ihrem vierten Album Transilvanian Hunger. Der Text spielt auf Vampirismus an.

## Entstehung
Fenriz nahm erst die Gitarrenspuren und dann das Schlagzeug mit dem tragbaren Necrohell-Studio auf. Danach sandte er Nocturno Culto den Liedtext zu. Als dieser zu Fenriz kam, gingen sie mit dem Necrohell-Studio wegen des Gesangs in ein anderes.

## Musikstil

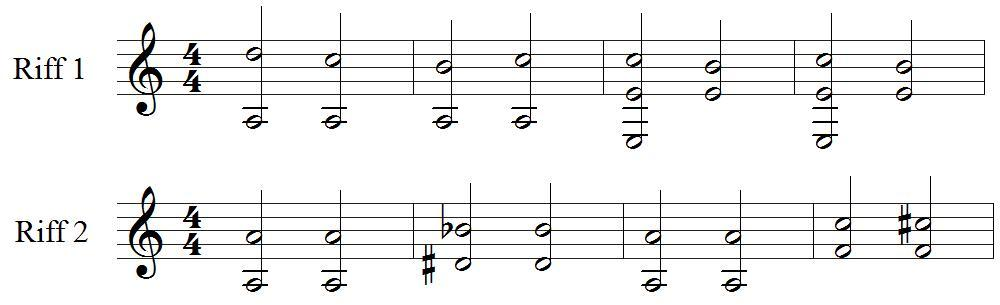
Hauptriffs von Transilvanian Hunger

Das Lied ist repetitiv und durchgehend im 4/4-Takt gehalten. Der Gitarrenlauf besteht aus exakt zwei Riffs, bei denen die Akkorde stets im selben Tempo gespielt werden und die A-Saite entweder offen ist oder zwei Bünde tiefer als die D-Saite gegriffen wird. Die Akkordwechsel im ersten Hauptriff geschehen alle im gleichen zeitlichen Abstand, im zweiten ist der Abstand allgemein etwas größer, zwischen dem vorletzten (D9, A7) und letzten Akkord (D10, A8) aber wieder wie im ersten. Die dritte Abfolge mit längerem Abstand zwischen den Akkorden (erneut erst D9 und A7, dann D10 und A8) ist nicht als drittes Riff anzusehen.
Der Basslauf wird ausschließlich jeweils auf der E- und der A-Saite gespielt, die über den größten Teil des Laufs offen sind.
Am Schlagzeug wird derselbe Rhythmus, eine Art Blastbeat, bei dem die große Trommel durchgehend gespielt wird und sich bei jedem ihrer Anschläge Hi-Hat und kleine Trommel abwechseln, über das gesamte Lied beibehalten.

## Rezeption
Das Lied wurde von zahlreichen Bands aus dem Black-Metal-Umfeld gecovert, einige davon verwenden im Gegensatz zum Original die Schreibweise Transylvanian Hunger. Darunter finden sich Versionen von Blodsrit (auf der EP Secrets Unveiled), Ashen Light (auf dem Album В Сострадании К Отверженным: Осуждённым - Ад!), Gehenna (auf dem Tributealbum Darkthrone Holy Darkthrone – Eight Norwegian Bands Paying Tribute), Azaghal (auf der Demoaufnahme Black Terror Metal), Watain (auf der Live-MC The Ritual Macabre) und im rechtsextremen Bereich Darkthule (auf der Zusammenstellung Summon Thee to Awake the Ancient Past, dort Transylvanian Hunger betitelt), The Call (auf ihrer gleichnamigen EP), Nachtfalke (auf der Split-EP mit Surturs Lohe) und Thunderbolt (auf der Wiederveröffentlichung von The Burning Deed of Deceit). Viele davon behalten die Arrangements des Originals und dessen Tempo bei, einige, wie die von Gehenna und The Call, erhöhen das Tempo.
Die australische Band Mutorkseht coverte das Lied für das Tribut-Album The Next Thousand Years Are Ours – A Tribute to Darkthrone, arrangierte es aber um. So veränderte sie den Schlagzeugrhythmus aber erheblich und ließ diesen von einem Drumcomputer spielen. Auch setzt nach etwa 50 Sekunden für eine kurze Zeit die Gitarre komplett und der Drumcomputer beinahe aus.
Die brasilianische Band Mysteriis nahm eine Version auf, die mit einem Keyboard, das die Melodie des ersten Hauptriffs nachspielt, und einer nach etwa 15 Sekunden einsetzenden, weiblichen Sopranstimme beginnt. Das Schlagzeug setzt erst nach 29 Sekunden mit einem Beckenschlag ein und wird zunächst langsam gespielt, erst nach über einer halben Minute setzen auch die Gitarre und ein erster männlicher Schrei ein. Die Melodieführung behält aber weiterhin das Keyboard bei, und der weibliche Gesang begleitet den eigentlichen, guttural vorgetragenen Liedtext, und das Lied bleibt weiterhin langsam; erst mit dem Beginn des zweiten Hauptriffs nach über eineinhalb Minuten wird das Tempo erhöht. Danach wird der Gesang erst nach über fünf Minuten wieder von der Frauenstimme begleitet und das Tempo kurz darauf reduziert, nach etwa fünfeinhalb Minuten wird das Tempo wieder erhöht und auf Frauengesang verzichtet. Diese Version erschien 2000 unter dem Titel Transylvanian Hunger auf der EP Fucking in the Name of God.
Die dänische Band Skjold veröffentlichte 2001 auf der EP Alt ondt skal komme fra Norden.. eine Version des Lieds, die mit einem sich mehr oder weniger wiederholenden, lärmigen Arrangement beginnt, das erst nach über zwei Minuten endet; nach einem mit Hall unterlegten Schrei beginnt das eigentliche Lied, das die Arrangements des Originals beibehält, die Gitarre hat allerdings einen wesentlich unsaubereren Klang, und die Hi-Hat tritt aus dem Schlagzeugspiel stärker hervor.
Die Band Nagelfar übersetzte den Text ins Deutsche und veröffentlichte ihre Version unter dem Titel Transsilvanischer Hunger 2004 als Bonustitel der Doppel-LP-Version des Albums Virus West bei Perverted Taste.
Stilistisch wiederum zeichnet sich eine Version der Band Transilvanian Beat Club aus, da die Band eher eine Mischung aus Gothic Metal und Punk spielt. Ihre Version des Lieds, die 2006 auf ihrem Debütalbum Willkommen im Club! erschien, wird von einem Keyboard begleitet und der Text nicht guttural gesungen; auch hier wurde insbesondere der Schlagzeugrhythmus erheblich verändert.
Bei der im gleichen Jahr von der ukrainischen Band Dragobrath auf ihrem Debüt Scripture of the Woods veröffentlichten Version wird das Schlagzeug über weite Strecken und in durchgehend enormer Geschwindigkeit gespielt, nach knapp über einer Minute wird das Lied abrupt abgebrochen und nach einer nur wenige Sekunden dauernden Folk-Passage sofort wieder in enormem Tempo fortgesetzt. Dafür variiert das Tempo des Schlagzeugs in den Passagen, während derer das zweite Hauptriff gespielt wird. In der zweiten dieser Passagen wiederum wird ein Keyboard eingesetzt.
Die slowakische Band Alatyr nahm für ihr gleichnamiges Album eine Version auf, die mit einer Keyboard-Version des ersten Hauptriffs beginnt, diese ist aber dezenter als bei Mysteriis und führt das Riff nach dem Einsatz der Gitarre nur kurz fort, bis auch das Schlagzeug einsetzt. Mit dem zweiten Hauptriff nach 56 Sekunden wird das Schlagzeug nur langsam gespielt, bis wieder ins erste Hauptriff gewechselt wird. Nachfolgend bleibt das hohe Tempo auch beim zweiten Hauptriff erhalten, erst nach 3 Minuten und 49 Sekunden geht mit diesem wieder eine langsame Passage einher. Erst beim Ausklingen der normalen Instrumentation ist wieder eine leise Keyboard-Melodie zu hören, die auf dem ersten Hauptriff basiert.